# 471 Papagena
A 471 Papagena (ideiglenes jelöléssel 1901 GN) a Naprendszer kisbolygóövében található aszteroida. Maximilian Franz Joseph Cornelius Wolf fedezte fel 1901. június 7-én.